# Jorge Luis da Silva Brum
Jorge Luis da Silva Brum, född den 23 april 1965 i Porto Alegre, Brasilien, är en brasiliansk fotbollsspelare som tog OS-silver i fotbollsturneringen vid de olympiska sommarspelen 1984 i Los Angeles.